# Santuari de Lluc
El santuari de Lluc és un santuari situat a Lluc, al terme d'Escorca (Mallorca).
Hi ha dues rondalles que pretenen explicar per què es va posar el nom de Lluc a aquest lloc tan espiritual i emblemàtic de la serra de Tramuntana mallorquina. La primera diu que el topònim prové de lucus que designa un bosc sagrat i l'altra el fa derivar del nom del pastor que fa molts segles pasturava el seu ramat en aquest lloc i que durant un temps va estar molt relacionat amb la imatge de la verge del santuari.

## Història
La seva fundació data del segle xiii, quan els nous mallorquins volien crear un monestir similar al monestir de Montserrat de Barcelona a l'illa i dedicat a la verge Maria. El rei Jaume I d'Aragó va donar permís i molt possiblement, entre aquells primers pobladors del monestir, es trobassin templers.
La capella de la Mare de Déu de Lluc es començà a embellir-se al segle xiv. En aquell mateix segle es començà a ornamentar el camí escarpat que conduïa al monestir, uns goigs de la Mare de Déu. En 1456 el papa Calixt III ordenà la constitució de la Col·legiata amb 5 preveres encapçalat pel cavaller Tomàs i Tomàs.
El 1531 el papa Climent VII aprovà els estatus del prior Gabriel Vaquer en la qual ja es nombra per primer cop com escola d'infants i la creació d'un grup coral (escolania) de nins petits que du el nom de Blavets o Blauets. A aquesta nova escola, s'ensenyaria gramàtica i doctrina cristiana. Els blavets servirien en la missa amb els seus càntics. S'impartirà classes de música als sis primers alumnes. El 1586 l'edifici principal s'ampliaria per poder allotjar als peregrins, ja que és una època en què comença a veure un gran increment de peregrinacions arreu de l'illa i principalment al monestir. El 1589 s'instal·là l'actual brollador. El segle xvii es pintà el retaule del mestre Blanquer dedicat a la verge Maria. La verge de Lluc es traslladà al nínxol principal per ser venerada molt millor. En 10 d'agost de 1884 12.000 pelegrins que aclamaren a la verge de Lluc durant la seva coronació pel bisbe Pere J. Campins.
En 1891 un nou orde religiós s'instal·là al monestir, promogut pel bisbe Campins i fundat pel venerable pare Joaquim Rosselló: els Missioners dels Sagrats Cors (MMSSCC). Amb el pas del temps una petita comunitat de germanes franciscanes també s'instal·laren dins el monestir. El bisbe Campins donà ordre per ampliar les instal·lacions del monestir davant les moltes peregrinacions a la basílica de Lluc. S'amplià i es crearen nous recintes per peregrins i es crearen uns monuments amb els Misteris. Es tornà a restaurar la basílica i el monestir així com a la verge de Lluc. Amb el pas del temps, inclús s'ha creat un lloc per a joves, per realitzar acampades, sobretot a l'estiu. També es crearen unes habitacions o fonda per a peregrins, i es repartí parcel·les defora del conjunt, però dins el recinte per poder fer una botiga i alguns restaurants. Actualment també consta de farmàcia i ajuntament propi del municipi d'Escorca.
El 1952 es creà el museu del monestir, amb vuit sales en les quals compta amb més de 1.000 objectes que va des de la prehistòria fins a l'etnologia passada i actual del poble mallorquí.

## Jardí Botànic
El Jardí Botànic de Lluc, és un jardí botànic a tocar del Santuari de Lluc a una altitud de 500m sobre el nivell de la mar.

### Història
L'origen d'aquest jardí es remunta a l'any 1956. Als seus inicis, estava reservat a la comunitat religiosa que hi va crear un espai de plantes autòctones i endèmiques, adaptat al terreny rocós i a les temperatures extremes amb l'objectiu de recollir la diversitat de flora autòctona present als entorns del monestir i mostrar-la en un ambient similar a l'original.
Degut a la manca d'una oferta més àmplia de jardins botànics a Mallorca, als anys 80 va començar a rebre visites d'estudiosos i de turistes, fet que obligà entre els anys 1993 i 2001 a una remodelació i ampliació. N'ha estat el principal creador i conservador, ajudat per un grapat d'antics blauets (membres de l'Escolania de Lluc, coneguda popularment com els "Blauets", pel color de la sotana blava que duen en les celebracions) i d'amics, el germà Macià Ripoll, missioner dels Sagrats Cors, nascut a Esporles el 1930.

### Col·leccions
Actualment el jardí presenta unes 35 varietats de plantes de les Balears. S'hi pot trobar un endemisme propi de Menorca, d'on en va desaparèixer fa alguns anys, un altre que està en perill d'extinció, que es forma a les encletxes del puig Major i una falguera que només es troba a Deià. El principal objectiu és mostrar les espècies silvestres en un ambient d'aspecte natural amb gran quantitat d'aigua que a més d'afavorir l'espai per a moltes  plantes aquàtiques ha afavorit també la presència de molts d'ocells.
El jardí també disposa d'una zona dedicada a les plantes aromàtiques i medicinals pròpies de Mallorca i s'hi pot trobar una mostra dels arbres fruiters més antics conreats a l'illa, sobretot a les possessions de muntanya, com són: el nespler, el server, l'atzeroler, el ginjoler, el codonyer, la figuera i el noguer.
Recentment, s'ha creat un arborètum dedicat a la plantació d'arbres i d'arbusts autòctons de la península Ibèrica i de boscos temperats de diferent indrets del món.